# Psylliodes glaber
Psylliodes glaber es una especie de insecto coleóptero de la familia Chrysomelidae.
Fue descrita científicamente en 1825 por Duftschmid.